# عبد المحسن القطان
عبد المحسن حسن القطان (1929-2017) هو فلسطيني أقام في بريطانيا، ويُعتبر أحد أبرز رجال الإقتصاد الفلسطينيين، وكان لهُ أيضًا دوراً جوهرياً وأساسياً في المساهمة بتشكيل المشهد الثقافي الفلسطيني، من خلال تأسيسه لمؤسسة عبد المحسن القطان، وغيرها من الإنجازات الثقافية الهامة، أما دوره السياسي فتمثل في مؤسسات منظمة التحرير الفلسطينية كرئيس للمجلس الوطني وغيرها من الأدوار التي تقلدها خلال مسيرته، بالإضافة إلى إنجازاته التنموية والإقتصادية، التي تمثلت في المساهمة بإنشاء وتطوير عدد من المؤسسات الوطنية الفلسطينية.

## نشأته
ولِد عبد المحسن القطّان في مدينة يافا في 5 نوفمبر 1929، حيث عمل والده حسن في تجارة البرتقال المزدهرة. والدته هي أسماء خضر، وأصلها من مدينة اللد لكنها من أبوين مصريين استقرا في فلسطين بعد الفرار من مخيّمات العمل الاستعماريّة التي أنشئت لبناء قناة السويس في نهاية القرن التاسع عشر.
كان والد عبد المحسن أميّا، لكنه على الرغم من ذلك أدرك وزوجته أسماء (والتي كانت متعلّمة جزئيّا) أهميّة التعليم الرسميّ لأطفالهما خلال السنين الصعبة التي توسطت الحربين العالميتين حين واجه المجتمع الفلسطيني التقليديّ المعزول نسبيّا متطلّبات القرن العشرين القاسية مع بدء حكم الإنتداب البريطاني وزيادة الهجرة الصهيونيّة إلى البلاد.

## دراسته
إلتحق عبد المحسن بادئ الأمر بالمدرسة الأيوبية في يافا، وحين بلغ الخامسة عشرة من عمره، دخل الكلية العربية في القدس التي كان يديرها أحد كبار المربيين الفلسطينيين آنذاك، خليل السكاكيني. إزدهر الشاب في تلك البيئة العلمانية والقومية مُبدياً اهتماماً كبيراً بالشعر والتاريخ العربي والإسلامي. وقد استمر عبد المحسن في إعجابه بمدير مدرسته حتى بعد وفاة السكاكيني العام 1955.
في نهاية الحرب العالمية الثانية، وخلال فترة إقامته في القدس، تم إستدعاء عبد المحسن إلى يافا من أجل وداع والده الذي كان على فراش الموت، نتيجة تعرضه لجلطة في الدماغ. وفي العام 1947، إلتحق بالجامعة الأميركية في بيروت، حيث بدأ في دراسة العلوم السياسية والاقتصاد، ولكنه لم يدرك وهو يودع عائلته الثكلى أن زيارته تلك إلى يافا لن تتكرر قبل مضي واحد وخمسين عاماً.

## مغادرة يافا
حين إشتد الهجوم الصهيوني على يافا في آذار العام 1948، غادرت أسماء المدينة مع عائلتها إلى مدينة اللد المجاورة، حيث عاش إخوتها. بعد ذلك بقليل عاد عبد المحسن الذي كان يجهل مصير عائلته إلى فلسطين، واستطاع الوصول إلى اللد، لكن العائلة في هذه الأثناء كانت قد رحلت مجدداً، هذه المرة إلى الأردن.
في الأردن، إجتمع شمل العائلة أخيراً في أوائل العام 1949 لكن وضعها كان معدماً، وواجه الطالب الشاب تحدياً لإعالة والدته وإخوانه، فعاد إلى بيروت حيث توقف عن دراسة السياسة والاقتصاد مفضلاً دراسة إدارة الأعمال.

## بداية الحياة المهنية
لدى تخرجه العام 1951، عاد عبد المحسن إلى الأردن، حيث عمل مدرساً في الكلية الإسلامية في مدينة عمان، لكن تورطه في السياسة البعثية جعله هدفاً للإستخبارات الأردنية، وراتبه المتواضع كان بالكاد يغطي نفقات العائلة الكبيرة. حينئذٍ اقترحت والدته أن يبحث عن عمل في الكويت حديثة الثراء، حيث كان الطلب على أساتذة فلسطينيين عالياً. فقبل ذلك متردداً، واتجه نحو الإمارة الصحراوية أواخر العام 1953.
وبفضل شخصيته جلب عبد المحسن انتباه رئيس دائرة التربية آنذاك درويش مقدادي مربٍّ فلسطيني متميز آخر، وتزوج من ابنته ليلى، التي كانت تعمل مدرسة أيضاً، في العام 1954.
جاهد الزوجان الشابان في التدريس من أجل إعالة أسرتهما وعائلة عبد المحسن في عمان بالذات. أنجبا طفلتهما الأولى نجوى العام 1956، وتبعها هاني العام 1958، ولينا العام 1960 وعمر العام 1964.
لكن سرعان ما جعل طموح واستقلالية عبد المحسن يفقد إهتمامه بحقل التدريس، وتم توظيفه من قبل الشيخ جابر علي آل صباح مديراً عاماً لوزارة المياه والكهرباء، حيث تم وضع قدراته الإدارية وذاكرته المهولة تحت الإختبار، لكن حتى هذا المنصب ذو الراتب العالي أضجره، لذلك أسس في العام 1963 شركة الهاني للإنشاءات والتجارة بعشرة آلاف دينار مما إدخره وبضمان مصرفي من صديقه الكويتي الحاج خالد المطوع الذي أصبح شريكه الرئيسي. وبفضل الطلب الكبير في سوق الكويت النفطية المتنامية، إزدهر العمل بسرعة هائلة، حتى أصبحت الشركة من أكبر شركات المقاولة في الكويت.

## العمل السياسي
وعلى الرغم من حياته المهنية، ظل عبد المحسن نشطاً في السياسة الفلسطينية والعربية. فمثَّل شعبه في زيارات دولية عدة، حيث رافق أحمد الشقيري (سياسي فلسطيني) إلى الصين العام 1964، ودعم منظمة التحرير الفلسطينية الناشئة في أول انطلاقها في الكويت.
في العام 1964، مُنح عبد المحسن الجنسية الكويتية، لكن المدارس في الكويت لم تكن تقدم نوعية التعليم التي أرادها هو وليلى لأولادهما، ففضلت العائلة الانتقال إلى بيروت، حيث مكثت حتى اندلاع الحرب الأهلية سنة 1975. وخلال هذه الفترة، قرر عبد المحسن الاستمرار في العمل في كلا البلدين، وكثف اشتراكه في السياسة الفلسطينية. ولدى انعقاد المجلس الوطني الفلسطيني في القاهرة العام 1969 تم انتخابه لمنصب الرئيس وهو منصب تخلى عنه بعد أيام قليلة إثر فشل أجنحة المنظمة في الاتفاق على إدارة موحدة لمصادرها العسكرية والمالية، وكانت تلك نهاية اشتراكه المباشر في السياسة، مع أنه ظل عضواً في المجلس الوطني الفلسطيني حتى استقالته العام 1990 إلى جانب صديقيه إدوارد سعيد وإبراهيم أبو لغد، احتجاجاً على موقف منظمة التحرير المساند لصدام حسين في أزمة الخليج.

## العمل الخيري
في أوائل التسعينيات بعد خضوعه لجراحة في القلب، وبعد انخفاض وتيرة عمل المقاولة في الكويت، حول عبد المحسن جل اهتمامه إلى العمل الخيري. وكان منذ بداية الثمانينيات مشتركاً في العمل الخيري والاجتماعي على مستويات عدة، كأحد مؤسسي مؤسسة التعاون في جنيف، وكمحافظ فلسطين لدى الصندوق العربي للتنمية الاقتصادية والاجتماعية.
إضافة إلى ذلك، كان هو وليلى، وبخاصة بعد النجاح المتزايد في عمله، ناشطين في العمل الخيري بشكل غير رسمي، لاسيما في مشاريع تربوية وثقافية. وبعد أن بدا الوطن العربي مفلساً على الصعيد السياسي والعسكري والاقتصادي في ضوء الاجتياح العراقي للكويت، بدت لهما ضرورة ملحة للاستثمار في الإصلاح التربوي والتنمية الثقافية كوسيلة للخروج من حالة التأزم والتأخر في العالم العربي، لذلك أطلقا في العام 1994 مؤسسة عبد المحسن القطَّان في لندن، وقد أصبحت بحلول العام 1999 فعالة في فلسطين، من خلال مشاريع عدة ذات طبيعة تربوية وثقافية.

## زيارته الأولى لفلسطين
في أيار العام 1999، عاد عبد المحسن إلى فلسطين لأول مرة منذ العام 1948، حيث زار مسقط رأسه يافا، واستلم شهادة الدكتوراه الفخرية من جامعة بيرزيت. «زرعوا فحصدنا» قال في خطابه مقتبساً ذلك عن خليل السكاكيني «فلنزرع ليحصدون».

## مؤسسة عبد المحسن القطان
أصبحت مؤسسة عبد المحسن القطان اليوم إحدى أهم المؤسسات التعليمية والثقافية في الوطن العربي، بميزانية سنوية تزيد على 2,2 مليون دولار مجمل مصاريفها ممول ذاتياً من قبل صندوق عائلة القطَّان الخيري، وفيها ما يقارب السبعين موظفاً الذين يعملون في رام الله، وغزة، ولندن. والمؤسسة تمثل سابقة في الاستقلالية والشفافية والابتكار في مجالات عدة تدخلت فيها، وقد أنشأت المؤسسة كذلك شبكة واسعة من الشركاء أفراداً ومؤسسات في عدد كبير من الدول على المستويين الشعبي والرسمي.
وعلى مدى الأربعين سنة الفائتة، قدم عبد المحسن القطَّان كذلك دعماً لعدد من المؤسسات الأخرى، ومنها: مؤسسة التعاون، ومؤسسة الدراسات الفلسطينية، والجامعة الأمريكية في بيروت، ومركز دراسات الوحدة العربية، وجامعتي بيرزيت والنجاح، ومؤسسة أحمد بهاء الدين في مصر.
تضم المؤسسة عدد من المراكز وهي:

### مركز القطان للبحث والتطوير التربوي
ينطلق مركز القطان للبحث والتطوير التربوي في عمله باعتباره مؤسسة بحثية تربوية فلسطينية مستقلة، وتتجلى مهمته الأساسية في مساندة المعلم الفلسطيني في مجالين: مجال الارتقاء المعرفي ومجال تطوير المهارات القائمة واكتساب مهارات جديدة. وفي هذا الإطار فإن المركز يرى دوره ضمن إطار الفاعلية التربوية للمؤسسات الرسمية وغير الرسمية كوزارة التربية والتعليم والمنظمات الأهلية والجامعات التي تمارس جميعها دورا فعالا في التخطيط التربوي وفي تقديم الخدمات التربوية. وفي هذا السياق فإن المبادئ الأساسية التي يستضيء بها المركز تتمثل فيما يلي:
إن لدى المركز قناعة راسخة في أن إمكانات فلسطينيون تؤهله لأن يكون منتجا للمعرفة لا مستهلكا لها فقط، ولذلك فإن تعليما متسما بمستوى عال من الجودة والتميز يشكل مصدرا حيويا للمجتمع، وبخاصة إذا ما انخرط الفعل التربوي في فلسطين في عملية البناء الاجتماعي وتنظيمها وإعادة تشكيلها بما ينسجم مع التطلعات والرؤى المستقبلية. لذلك فإن المركز ينتهج أفضل المعايير التربوية التي تنطلق من المدرسة كقاعدة أساسية وكمؤسسة اجتماعية فاعلة في سياق اجتماعي، كما أنه يتطلع إلى تحفيز القيم الاجتماعية الإيجابية وتعميقها وبخاصة
1. الحوار المنتج الذي يأخذ مداه في مناخات تفتح المجال لكل الرؤى لكي تتفاعل بمهنية وديقراطية.
2. البحث التشاركي والعمل الجماعي.
3. التفاعل مع الفكر التربوي لشعوب العالم وثقافاتها.
4. القراءة النقدية لتاريخنا وتجاربنا التي تؤهلنا للتخطيط لمستقبل بنّاء.
5. الارتقاء بالخطاب الذي يضع المصلحة العامة في جوهر اعتباراته.
6. العمل من أجل الوصول إلى الشرائح الاجتماعية المهمشة في المجتمع وتمكينها من الوصول إلى المصادر والموارد بشكل متكافيء مع الآخرين.
7. الاهتمام بتكنولوجيا المعلومات ضمن سياق إنساني.

### مركز القطان لأطفال غزة
مركز ثقافي تنموي غير ربحي، وهو أحد مشروعات مؤسسة عبد المحسن القطَّان، أقيم على أرض مساحتها 3 آلاف متر مربع خصصتها بلدية غزة، مشكورة، للمؤسسة.
يقدم المركز خدمات ثقافية ومكتبية وتدريبية وترفيهية نوعية للأطفال حتى سن 15 عاماً، ولذويهم وللمهنيين العاملين مع الأطفال دون تمييز، وذلك من أجل المساهمة في توسيع آفاقهم الثقافية والمعرفية والفكرية، عبر برامج تحفّز على التساؤل والبحث والإبداع وإنتاج المعرفة.
يهدف المركز إلى العمل ثقافياً وتربوياً مع الطفل في سياق متكامل، يراعي الأبعاد المتعددة لشخصيته، ويمكّنه من الانخراط والاستكشاف، وتأهيل الأهالي والعاملين معهم، عبر برامج تشجّع على حب القراءة والتعبير والتعلم الذاتي لدى الأطفال وأهلهم والمهتمين بهم، وتقدير الفنون المختلفة، كالأدب، والموسيقى، والرسم، والدراما، والسينما، وتعزيز الهوية الثقافية العربية والتفاعل مع الثقافات الأخرى.

### برنامج الثقافة والفنون
انطلق برنامج الثقافة والفنون (الثقافة والعلوم سابقاً) العام 1999، بهدف تحفيز ورعاية المبدعين الشباب خصوصًا وتنمية المواهب الثقافية والفنية لديهم، وذلك من خلال تقديم منح وجوائز لرعاية التميز الإبداعي ودعم التطور المهني والفني والأكاديمي لدى نادي الشباب (توضيح). وتتمثل محاور عمل البرنامج في مجالات الموسيقى، والمسرح والفنون الاستعراضية، والأدب، والصحافة، والفنون التشكيلية، والنشر، هذا بالإضافة إلى برنامج الإقامات الفنية والأدبية، ودعم وتنظيم نشاطات ثقافية وفنية مختلفة.
ويتميز البرنامج بسعيه الدائم لإشراك جميع الفلسطينيين بغض النظر عن أماكن تواجدهم، وبناء شبكة من العلاقات المهنية مع الكثير من الأفراد والمؤسسات العربية والدولية.
هذا وتقوم المؤسسة بتقييم البرنامج وآلية عمله اعتماداً على التجربة، وبالتشاور مع عدد من الشخصيات التي تعمل في مجالي الثقافة والفنون.

## وفاته
توفيَ في 4 ديسمبر 2017 في العاصمة البريطانية لندن.
وقد نعى الرئيس محمود عباس الفقيد، وقال: "بوفاته خسرت فلسطين رجلا مناضلا وهامة وطنية شامخة، وواحدا من أكبر الداعمين لفلسطين من خلال مؤسسات تنموية خاصة. ودعا الرئيس عباس الله أن يتغمد الفقيد بواسع رحمته وأن يلهم ذويه الصبر والسلوان".
ونعى رئيس مجلس أمناء جامعة بيرزيت د. حنا ناصر: "رحيل القطان خسارة كبيرة لفلسطين لما يمثله من قيم وطنية وثقافية، وخسارة خاصة لجامعة بيرزيت حيث لمع اسمه في العمل الخيري والتنموي لصالح الجامعة وطلبتها، فقد تبرع بإنشاء قاعة الشهيد كمال ناصر عام 1985، وقدم على الدوام عددا من المنح الدراسية لطلبة الجامعة".